# 滋賀県道13号彦根八日市甲西線
滋賀県道13号彦根八日市甲西線（しがけんどう13ごう ひこねようかいちこうせいせん）は、滋賀県彦根市から湖南市に至る県道（主要地方道）である。

## 概要
滋賀県彦根市千鳥橋北詰交点を起点に湖南市朝国交点に至る幹線道路である。大部分は農村地帯であるが、東近江市街や湖南工業団地も通過する。

### 路線データ
- 起点：彦根市高宮町（千鳥橋北詰交差点、国道8号交点）
- 終点：湖南市朝国（朝国交差点、国道1号交点）

## 歴史
- 1954年（昭和29年）
  - 1月20日：建設省（現・国土交通省）が主要地方道八幡水口線を指定。
  - 9月6日：県道15号近江八幡水口線の一部として竜王町・湖南市間を認定。
- 1958年（昭和33年）7月26日：県道169号八日市竜王線、県道212号建部日吉円城寺彦根線認定。
- 1959年（昭和34年）5月13日：県道15号の路線番号を県道10号に変更。
- 1960年（昭和35年）ごろ：県道10号の路線番号を県道325号に変更。
- 1971年（昭和46年）6月26日：建設省が主要地方道彦根八日市甲西線と主要地方道近江八幡土山線を認定。
- 1972年（昭和47年）3月21日：現在の区間を県道340号彦根八日市甲西線に認定し、同時に県道341号近江八幡土山線を認定。県道169号、県道212号、県道325号を廃止。
- 1990年（平成2年）9月17日：県道340号の路線番号を県道13号に、県道341号の路線番号を県道14号に変更。
- 1993年（平成5年）5月11日 ：建設省から、主要県道彦根八日市甲西線が彦根八日市甲西線として主要地方道に指定される[1]。
- 2016年（平成28年）4月1日：国道1号バイパス栗東水口道路の整備進捗にともない、朝国交点から三雲西交点までの国道1号旧道を県道13号に移管[2]。

## 路線状況

### 重複区間
- 滋賀県道227号敏満寺野口線（犬上郡甲良町尼子・尼子交差点 - 犬上郡甲良町法養寺）
- 滋賀県道213号湖東彦根線（東近江市北菩提寺町 - 東近江市横溝町）
- 国道421号（東近江市八日市野々宮町・野々宮町交差点 - 東近江市中野町・清水三丁目交差点）
- 滋賀県道41号土山蒲生近江八幡線（東近江市川合町 地内）
- 国道477号（蒲生郡竜王町山之上・山之上南交差点 - 湖南市下田・下田交差点）
- 滋賀県道4号草津伊賀線（湖南市吉永 - 湖南市三雲）

## 地理

### 通過する自治体
- 彦根市
- 犬上郡甲良町
- 犬上郡豊郷町
- 愛知郡愛荘町
- 東近江市
- 蒲生郡竜王町
- 湖南市

### 交差する道路

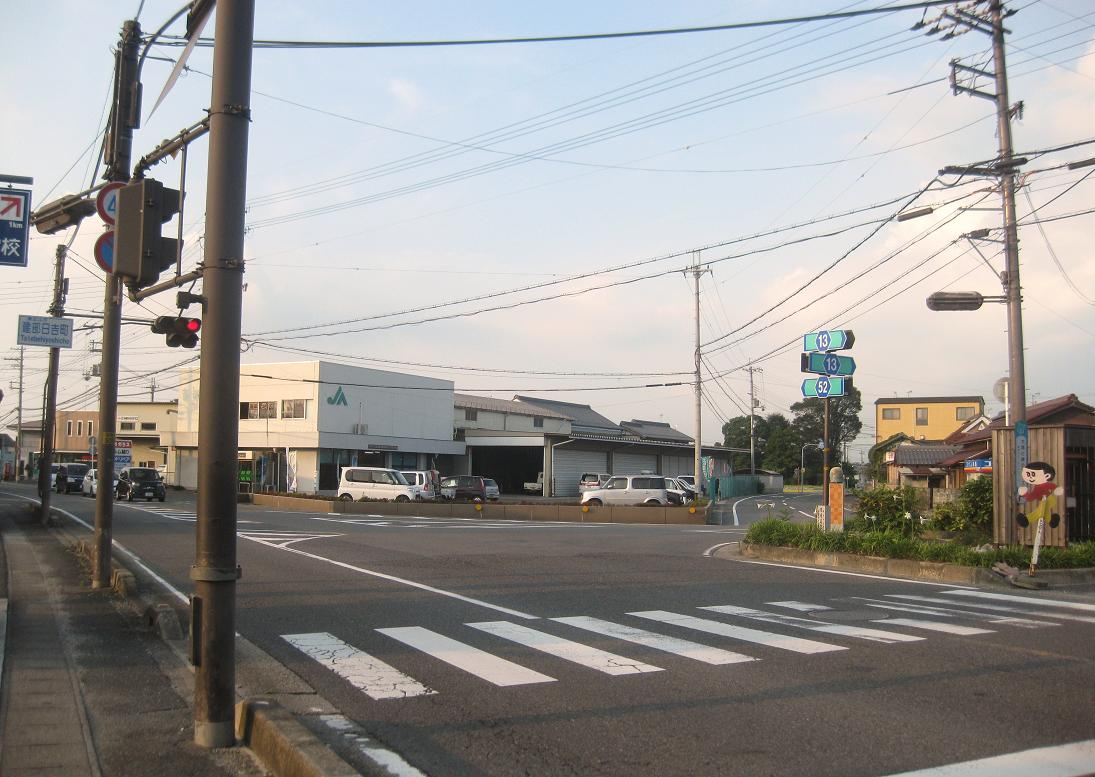
滋賀県道52号との交点（東近江市建部日吉町）

- 国道8号・滋賀県道197号八坂高宮線（彦根市高宮町、起点）
- 旧中山道
- 滋賀県道543号高宮北落線（彦根市高宮町）
- 滋賀県道227号敏満寺野口線（犬上郡甲良町尼子・尼子交差点）
- 滋賀県道227号敏満寺野口線・滋賀県道330号甲良多賀線（犬上郡甲良町法養寺）
- 滋賀県道222号北落豊郷線（犬上郡豊郷町雨降野）
- 滋賀県道220号松尾寺豊郷線（愛知郡愛荘町東出・東出交差点）
- 滋賀県道28号湖東愛知川線（愛知郡愛荘町沖）
- 滋賀県道213号湖東彦根線（東近江市北菩提寺町）
- 滋賀県道213号湖東彦根線（東近江市横溝町）
- 滋賀県道221号目加田湖東線（東近江市小田苅町）
- 滋賀県道529号小田苅愛知川線 御代参街道（東近江市小田苅町）
- 滋賀県道328号五個荘八日市線（東近江市建部北町）
- 外環状線
- 滋賀県道52号栗見八日市線 大凧通り（東近江市建部日吉町）
- 内環状線
- 滋賀県道211号八日市停車場線・滋賀県道216号雨降野今在家八日市線 駅前グリーンロード（東近江市八日市本町）
- 国道421号 八風街道（東近江市八日市野々宮町・野々宮町交差点）
- 国道421号 八風街道（東近江市中野町・清水三丁目交差点）
- 滋賀県道45号石原八日市線 布引街道・滋賀県道170号高木八日市線（東近江市蛇溝町）
- 滋賀県道41号土山蒲生近江八幡線（東近江市川合町）
- 滋賀県道41号土山蒲生近江八幡線（東近江市川合町）
- 滋賀県道176号桜川西竜王線（東近江市葛巻町）
- 滋賀県道14号近江八幡竜王線（蒲生郡竜王町山之上馬道・東出交差点）
- 滋賀県道164号水口竜王線（蒲生郡竜王町山之上）
- 国道477号（蒲生郡竜王町山之上・山之上南交差点）
- 国道477号（湖南市下田・下田交差点）
- 滋賀県道165号春日竜王線（湖南市下田）
- 国道1号 栗東水口道路・水口道路（滋賀県道27号野洲甲西線 重複）（湖南市岩根）
- 滋賀県道4号草津伊賀線（湖南市吉永 - 湖南市三雲）
- 国道1号（湖南市朝国・朝国交差点、　終点）

### 沿線にある施設など
- 甲良西保育センター ひまわり園
- 甲良神社
- NTT西日本 滋賀支店甲良別館
- 甲良町立甲良中学校
- 甲良町役場
- 甲良神社
- フレンドマート 秦荘店
- 愛荘町立秦荘図書館
- 愛荘町役場 秦荘庁舎
- 愛荘町立秦荘中学校
- 滋賀銀行 秦荘代理店
- 滋賀中央信用金庫 秦荘支店
- NTT西日本 滋賀東支店秦荘別館
- 八木神社
- 朝日塚古墳、行者山古墳、おから山古墳
- 湖東勝堂郵便局
- 近江商人郷土館
- 協和工業株式会社
- アヤハディオ湖東店（ホームセンター）
- 河辺いきものの森
- 滋賀学園中学校・高等学校
- アル・プラザ八日市
- 京都銀行八日市支店
- グリーン近江農業協同組合本店
- 八日市本町郵便局
- 野々宮神社
- 東近江市立八日市図書館
- 八日市郵便局
- 湖東信用金庫本店
- 東近江市立中野幼稚園
- 近江鉄道本線 長谷野駅
- 近江鉄道本線 大学前駅
- びわこ学院大学・短期大学部（旧・滋賀文化短期大学）
- 近江鉄道本線 京セラ前駅
- 京セラ 滋賀工場蒲生ブロック
- ダイハツ工業 滋賀工場
- 関西みらい銀行 甲西支店
- 湖南市立下田小学校
- バイコロジー湖南団地
- 湖南市立水戸小学校
- 甲西大池郵便局
- 平和堂 甲西店
- TOTO 滋賀工場